# Die Heimkehr des Odysseus (1918)
Die Heimkehr des Odysseus ist ein deutsches Stummfilmlustspiel aus dem Jahre 1918 von Rudolf Biebrach mit Henny Porten in der Hauptrolle.

## Handlung
Josepha ist eine Wirtstochter der Gaststätte „Drei Mohren“, im idyllischen Scherding gelegen. Sie liebt den armen Bergführer Hans Immerhofer, will ihn aber nur dann heiraten, wenn er seinen gefährlichen Beruf aufgibt. Ihr zuliebe gibt er ihr das Versprechen, steigt aber dann doch noch einmal auf die Geisterspitze, um seiner Liebsten ein Edelweiß zu pflücken und als Liebesbeweis zu überreichen. Gleich nach der Trauung kommt es deswegen zum großen Streit. Daraufhin wirft Josepha ihn in einem Anflug von hilflosen Zorn kurzerhand hinaus, worauf Hans tatsächlich geht und viele Jahre verschwunden bleibt.
Zehn Jahre sind derweil ins Land gezogen, und aus der Wirtstochter ist selbst eine wohlhabende Wirtin geworden. In dieser Zeit schwirrten eine Reihe Verehrer um sie herum, doch blieb Josepha ihrem Hans stets treu. Eines Tages aber gibt sie auf und sagt zu, denjenigen Bewerber zu erhören, der ihr vom Berg ein Edelweiß mitbringt. Auch ein vollbärtiger Fremder befindet sich unter den Freiern, und er ist es auch, der ihr am folgenden Tag in der Tat mit einem Edelweißsträußchen seine Aufwartung macht: Es ist der endlich heimgekehrte Hans.

## Produktionsnotizen
Die Heimkehr des Odysseus passierte die Filmzensur im Oktober 1918 und wurde am 25. Oktober 1918 uraufgeführt. Der drei- bis vieraktige Film war im Original 1390 Meter lang, bei der Neuzensur im Mai 1921 lediglich 1291 Meter. Die Bauten entwarf Jack Winter. Die Außenaufnahmen erfolgten in und um Garmisch-Partenkirchen.

## Kritik
In Paimann’s Filmlisten ist zu lesen: „Humoristik, Photos, Spiel und Szenerie ausgezeichnet (ein Schlager I. Ranges).“